# Томашевич Дмитро Людвігович
Дмитро Людвігович Томашевич (27 вересня 1899, Рокитне, Київська область - 7 серпня 1974) – радянський авіаконструктор, професор (1962), доктор технічних наук (1961). 

## Біографія
Закінчив Київський політехнічний інститут (1926). З 1923 брав участь у будівництві планерів у майстерні інституту й у розрахунках літака К-1 конструкції Костянтина Калініна. Був членом Київського авіаційного науково-технічного товариства. Дипломним проєктом була авіетка КПИР-5, що була побудована в 1927 й успішно літала. 
Після закінчення КПІ з 1926 року працював на Київському авіаремонтному заводі № 43, де за його проєктом був побудований літак КПІР-5. У 1929 році отримав призначення на посаду начальника сектора в Промповітря, керував заводами Авіатреста. З 1931 року - на заводі № 39, працював у конструкторській бригаді Миколи Полікарпова, брав участь у розробці літаків І-15, І-16, в 1936 році призначений на посаду заступника авіаконструктора Полікарпова.
Бувши ведучим конструктором винищувача І-180, після аварії, в якій загинув Валерій Чкалов, був заарештований. В ув'язненні працював в ЦКБ-29 над проєктами «110» і «Пегас», а також над системами управління літаків Пе-2, Ту-2, «102».
У 1943 році отримав призначення в ДКБ Мясищева, згодом знову працював в ДКБ-51 (ДКБ Полікарпова).
Під керівництвом Володимира Челомея працював над крилатими ракетами. У 1947 році перейшов у Військово-повітряну інженерну академію імені професора Миколи Жуковського. Брав участь у розробках на основі трофейної німецької техніки Хеншель-293. За створення літаючої лабораторії «Комета» в 1953 році був удостоєний Сталінської премії. Згодом поєднував викладацьку посаду в Авіаційному інституті і роботу в КБ-1.

## Нагороди
- Сталінська премія (1953).
- Державна премія СРСР (1969).
- Орден Трудового Червоного Прапора.